# Årets talenter i dansk herrefodbold
Denne side opsummerer årets talenter i dansk herrefodbold; forskellige priser givet til unge lovende talenter.

## DBU's Talentpris
DBU's Talentpris (tidligere Arlas talentpris) gives til unge og lovende fodboldspillere på U/17, U/19 og U/21-landsholdene (fra 1987-2002 var det U/16, U/18 og U/21 landsholdene) – spillere der via talent, målrettet træning og ihærdig indsats må forventes at kunne præge dansk fodbold fremover. Prisen uddeles i et samarbejde mellem DBU, Danske Sportsjournalister og Arla, og man kan som spiller kun modtage prisen én gang. Modtagere af især U21-talentprisen ender ofte senere som A-landsholdspillere.
| År   | U/17 (U/16)                                | U/19 (U/18)                              | U/21                                |
| ---- | ------------------------------------------ | ---------------------------------------- | ----------------------------------- |
| 2016 | Victor Jensen (FC København)               | Jacob Bruun Larsen (Borussia Dortmund)   | Marcus Ingvartsen (FC Nordsjælland) |
| 2015 | Nicklas Strunck Jakobsen (FC Nordsjælland) | Mikkel Duelund (FC Midtjylland)          | Jeppe Højbjerg (Esbjerg fB)         |
| 2014 | Mark Brink (Esbjerg fB)                    | Joachim Christian Andersen (FC Twente)   | Yussuf Poulsen (RB Leipzig)         |
| 2013 | Daniel Iversen (Esbjerg fB)                | Andrew Hjulsager (Brøndby IF)            | Andreas Cornelius (F.C. København)  |
| 2012 | Andreas Christensen (Chelsea F.C.)         | Viktor Fischer (Ajax Amsterdam)          | Jores Okore (FC Nordsjælland)       |
| 2011 | Pierre Emile Højbjerg (Brøndby IF)         | Uffe Manich Bech (Lyngby BK)             | Nicolai Boilesen (Ajax Amsterdam)   |
| 2010 | Kenneth Zohore (FC København)              | Jannik Vestergaard (Hoffenheim)          | Jonas Lössl (FC Midtjylland)        |
| 2009 | Niels Bisp Rasmussen (Vejle)               | Thomas Delaney (FC København)            | Anders Randrup (Brøndby IF)         |
| 2008 | Christian Eriksen (OB/Ajax Amsterdam)      | Mathias "Zanka" Jørgensen (FC København) | Michael Lumb (AGF)                  |
| 2007 | Nikola Saric (Herfølge BK)                 | Simon Kjær (FC Midtjylland)              | Kasper Schmeichel (Manchester City) |
| 2006 | Mads Albæk (FC Midtjylland)                | Mike Jensen (Brøndby IF)                 | Niki Zimling (Esbjerg fB)           |
| 2005 | Rasmus S. Christiansen (Lyngby)            | Magnus Troest (FC Midtjylland)           | Daniel Agger (Liverpool F.C.)       |
| 2004 | Nicklas Bendter (Arsenal F.C.)             | Søren Christensen (Nykøbing FA)          | Thomas Kahlenberg (Brøndby IF)      |
| 2003 | Lasse Qvist (Lyngby)                       | Morten "Duncan" Rasmussen (AGF)          | Stephan Andersen (AB)               |
| 2002 | Michael Jakobsen (B.93)                    | Jeppe Curth (Feyenoord)                  | Jan Kristiansen (Esbjerg fB)        |
| 2001 | Kasper Lorentzen (Brøndby IF)              | Rasmus Würtz (Skive IK)                  | Christian Poulsen (FC København)    |
| 2000 | Martin Bergvold (FC København)             | Allan Olesen (Brøndby IF)                | Martin Albrechtsen (AB)             |
| 1999 | Claus Pedersen (OB)                        | Hjalte Bo Nørregaard (FC København)      | Christian Magleby (Lyngby)          |
| 1998 | Tom Christensen (AGF)                      | Peter Løvenkrands (AB)                   | Mikkel Jensen (Brøndby IF)          |
| 1997 | Jesper Håkansson (Frem)                    | Lars Jacobsen (OB)                       | Ole Tobiasen (Ajax)                 |
| 1996 | Kasper Bøgelund (OB)                       | Stefan K. Hansen (FC København)          | Martin Jørgensen (AGF)              |
| 1995 | Dan Anton Johansen (Brøndby IF)            | Jesper Grønkjær (AaB)                    | Niclas Jensen (Lyngby)              |
| 1994 | Carsten Lektonen (OB)                      | Jon Dahl Tomasson (Køge)                 | Thomas Rytter (Lyngby)              |
| 1993 | Michael Kremer (Brøndby IF)                | Ulrik Laursen (OB)                       | Jesper Kristensen (Brøndby IF)      |
| 1992 | Simon Karkov (Esbjerg fB)                  | Thomas Jensen (AaB)                      | Jakob Kjeldbjerg (Silkeborg IF)     |
| 1991 | Jesper Søgaard (Vejle)                     | Christian Duus Petersen (Silkeborg IF)   | Miklos Molnar (Servette Genève)     |
| 1990 | Kenni Sommer (Silkeborg)                   | Martin Johansen og Michael Johansen (KB) | Steen Nedergaard (OB)               |
| 1989 | Jeppe Tengbjerg (KB)                       | Jacob Laursen (Vejle)                    | Brian Steen Nielsen (AB)            |
| 1988 | Ronnie Ekelund (Brøndby IF)                | Jens Madsen (Brøndby IF)                 | Henrik Risom (Vejle)                |
| 1987 | Diego Tur (B 1903)                         | Anders Maibom (B1909)                    |                                     |

## Årets Talent
Fra 1999 har Spillerforeningen kåret Årets Talent i den danske Superliga. Den prestigefyldte titel uddeles én gang om året. Valget foretages af fodboldspillere i den hjemlige danmarksturnering samt de danske udenlandsprofessionelle.
Fra 2006 begyndte TV 2 i samarbejde med DBU at lave deres egen årets talent titel som en del af Dansk Fodbold Award.
| År   | Spillerforeningen                              |
| ---- | ---------------------------------------------- |
| 2024 | Patrick Dorgu (U.S. Lecce)                     |
| 2023 | Rasmus Højlund (Manchester United)             |
| 2022 | Maurits Kjærgaard (FC Red Bull Salzburg)       |
| 2021 | Mikkel Damsgaard (U.C. Sampdoria)              |
| 2020 | Jonas Wind (F.C. København)                    |
| 2019 | Andreas Skov Olsen (Bologna F.C. 1909)         |
| 2018 | Jacob Bruun Larsen (Borussia Dortmund)         |
| 2017 | Andreas Christensen (Borussia Mönchengladbach) |
| 2016 | Andreas Christensen (Borussia Mönchengladbach) |
| 2015 | Andreas Christensen (Borussia Mönchengladbach) |
| 2014 | Pierre Emile Højbjerg (FC Bayern München)      |
| 2013 | Pierre Emile Højbjerg (FC Bayern München)      |
| 2012 | Jores Okore (FC Nordsjælland)                  |
| 2011 | Christian Eriksen (Ajax Amsterdam)             |
| 2010 | Christian Eriksen (Ajax Amsterdam)             |
| 2009 | Simon Kjær (Palermo)                           |
| 2008 | Mathias "Zanka" Jørgensen (FC København)       |
| 2007 | Nicklas Bendtner (Arsenal)                     |
| 2006 | Mikkel Thygesen (FC Midtjylland)               |
| 2005 | Daniel Agger (Brøndby IF)                      |
| 2004 | Daniel Agger (Brøndby IF)                      |
| 2003 | Thomas Kahlenberg (Brøndby IF)                 |
| 2002 | Thomas Kahlenberg (Brøndby IF)                 |
| 2001 | Christian Poulsen (FC København)               |
| 2000 | Peter Løvenkrands (AB)                         |
| 1999 | Peter Madsen (Brøndby IF)                      |

## Årets fund
Årets fund blev kåret mellem 1980-1988 af Carlsberg.
| År   | 1. division                | 2. division                  | 3. division øst               | 3. division vest             |
| ---- | -------------------------- | ---------------------------- | ----------------------------- | ---------------------------- |
| 1988 | Mark Strudal (Næstved IF)  | Miklos Molnar (Hvidovre IF)  | Jan Knudsen (B1909)           | Tommy Haddaoui (Albertslund) |
| 1987 | Brian Laudrup (Brøndby IF) | Leif Nielsen (Randers Freja) | Peter Nielsen (Fremad Amager) | Jacob Harder (OKS)           |
| 1986 | Allan Reese (AGF)          | Kim Rasmussen (Hvidovre IF)  | Peter Rasmussen (B.1901)      | Kenn Madsen (Slagelse)       |

| År   | 1. division             | 2. division                  | 3. division                  |
| ---- | ----------------------- | ---------------------------- | ---------------------------- |
| 1985 | Flemming Povlsen (AGF)  | Lars Elstrup (Randers Freja) | Jan Sørensen (Fremad Amager) |
| 1984 | Henrik Mortensen (AGF)  | Jakob Friis-Hansen (B 1903)  | Ole Bach Jensen (AaB)        |
| 1983 | Lars Lunde (Brøndby IF) | Frank Løndal (Herfølge)      | Jesper Hansen (Jyderup)      |
| 1982 | Keld Bordinggaard (OB)  | Kim Vilfort (Frem)           | Jan Krause (Vanløse IF)      |
| 1981 | Michael Laudrup (KB)    | Jan Mølby (Kolding)          | John Jakobsen (Avarta)       |
| 1980 | Tommy Madsen (B.93)     | Mikael Jensen (B.1901)       | Jan Sørensen (OKS)           |